# Leptogaster rufa
Leptogaster rufa là một loài ruồi trong họ Asilidae. Leptogaster rufa được Janssens miêu tả năm 1953. Loài này phân bố ở vùng nhiệt đới châu Phi.